# Pharis
Pharis II (1936-1957), dit Pharis  est un cheval de course pur-sang anglais.  

## Carrière de courses
La carrière de courses de Pharis ne dure qu'un mois. Il débute en mai 1939 directement dans le Prix Noailles, preuve de la confiance que lui accorde son entraîneur anglais Albert Swann. Le poulain répond aux attentes en disposant facilement de Galérien. Le voilà aussitôt propulsé l'un des favoris du Prix du Jockey Club. Et il y confirme qu'il est bien le meilleur poulain de sa génération en disposant une nouvelle fois de Galérien, mais aussi de Bacchus, qui tenait alors le leadership après avoir gagné coup sur coup le Prix de Guiche, le Prix Greffulhe et le Prix Lupin. Deux semaines plus tard, Pharis remet le couvert dans le Grand Prix de Paris en s'imposant, comme lors de ses deux courses précédentes, par deux longueurs et demi.  
Pharis se prépare ensuite pour le St. Leger où l'attend, pour un match sensationnel, son alter ego Blue Peter, vainqueur des 2000 Guinées, du Derby d'Epsom et des Eclipse Stakes. Il doit ensuite conclure sa saison dans le Prix de l'Arc de Triomphe. Hélas, le phénomène ne verra plus jamais un hippodrome, à l'automne 1939 les courses sont annulées et Pharis est bientôt emporté par le vent mauvais de la guerre.              

### Résumé de carrière
| Date        | Hippodrome  | Pays        | Course              | Distance    | Jockey          | Place       | Écart       | Deuxième    |
| 1939, 3 ans | 1939, 3 ans | 1939, 3 ans | 1939, 3 ans         | 1939, 3 ans | 1939, 3 ans     | 1939, 3 ans | 1939, 3 ans | 1939, 3 ans |
| ----------- | ----------- | ----------- | ------------------- | ----------- | --------------- | ----------- | ----------- | ----------- |
| 21 mai      | Longchamp   | France      | Prix Noailles       | 2 400 m     | Charlie Elliott | 1er         | 2 ½         | Galérien    |
| 11 juin     | Chantilly   | France      | Prix du Jockey Club | 2 400 m     | Charlie Elliott | 1er / 14    | 2 ½         | Galérien    |
| 25 juin     | Longchamp   | France      | Grand Prix de Paris | 3 000 m     | Charlie Elliott | 1er / 17    | 2 ½         | Tricameron  |

## Au haras
Privé de compétition, Pharis ne parvient même pas à faire une saison de monte complète au Haras de Fresnay-Le-Buffard, le fief normand de Marcel Boussac. En août 1940, les Allemands commencent à rafler les meilleurs représentants de l'élevage français comme prises de guerre. Pharis est l'un des premiers à rejoindre l'Allemagne, stationné dans un haras de l'armée dans la Hesse, où il saillit des juments locales et d'autres qui ont été volées en Normandie. À la fin de la guerre, il est retrouvé, rapatrié et reprend sa carrière d'étalon. Entretemps, on a pu s'apercevoir quel reproducteur il est avec sa prodigieuse première génération. Elle ne compte que 13 éléments, une misère, mais parmi eux :
- Ardan (mère par Asterus) : Prix de l'Arc de Triomphe, Prix du Jockey Club, Prix Robert Papin, Prix Lupin, Grand Prix de Saint-Cloud, Coronation Cup.
- Priam (Asterus) : Grand Critérium, Prix Jacques Le Marois, Prix d'Harcourt, Prix d'Ispahan, Hardwicke Stakes, Prix Daphnis, La Coupe de Maisons-Laffitte.
- Palencia (Tourbillon) : Poule d'Essai des Pouliches, Prix Vanteaux.
- Daova (Asterus) : Prix de la Salamandre, 2e Prix d'Astarté.
- Normandie (Tom Pinch) : 3e Poule d'Essai des Pouliches.

Cinq autres produits ont remporté une ou plusieurs courses, et parmi eux Phidias, qui deviendra le plus grand étalon d'Argentine dans les années 50. Autrement dit, un tiers de sa première génération a le niveau de ce qu'on appelle aujourd'hui les groupe 1 (label introduit en 1971). C'est exceptionnel et, naturellement, malgré sa très maigre progéniture, Pharis est sacré tête de liste des étalons en France en 1944. S'il ne rééditera pas un tel exploit, il figurera souvent parmi les étalons de tête et donnera de nombreux chevaux de grande valeur, surtout avec des filles de Tourbillon et Asterus, deux piliers de l'élevage Boussac :
- Scratch (mère par Asterus) : Prix du Jockey Club, St. Leger.
- Auriban (Tourbillon) : Prix du Jockey Club, Prix Morny, Prix Robert Papin.
- Corejada (Tourbillon) : Poule d'Essai des Pouliches, Irish Oaks. Mère des champions Apollonia (Prix Morny, Grand Critérium, Poule d'Essai des Pouliches, Prix de Diane) et Macip (Gold Cup, Prix Royal Oak, Prix Kergorlay).
- Dynamiter (Umidwar) : Champion Stakes (x2), Prix d'Ispahan, Hardwicke Stakes (x2).
- Philius (Tournbillon) : Prix du Jockey Club.
- Talma (Asterus) : St. Leger.
- Stymphale (Tourbillon) : Prix Royal Oak.
- Catumbo (Tourbillon) : Prix de la Salamandre.

Durant son séjour forcé en Allemagne, il a aussi donné la championne Asterblute, qui a réussi le doublé Derby Allemand / Preis der Diana. Enfin Pharis a essaimé partout dans le monde, puisque ses fils ont fait la monte de l'Angleterre au Japon, des États-Unis à la Nouvelle-Zélande, de l'Argentine à l'Italie, de l'Afrique du Sud au Brésil.   

## Origines
Pharis est un fils de Pharos, lauréat des Champion Stakes et grand étalon, d'abord en Angleterre puis en France, au Haras d'Ouilly, propriété de François Dupré, où il reste jusqu'à sa mort en 1937. Deux fois tête de liste, le premier en Grande-Bretagne et en Irlande, le second en France en 1938, il est surtout le père d'un autre champion invaincu, considéré comme l'un des plus grands champions de l'histoire, l'Italien Nearco, père de Nasrullah et grand-père de Northern Dancer, deux des plus grands étalons du siècle.
Carissima, la mère de Pharis, était l'une des meilleures pouliches de sa génération, lauréate du Prix de Malleret et du Prix Minerve, et dauphine de Dorina dans le Prix de Diane. Elle a bien reproduit en donnant tels Carius (Prix Berteux) et Libération, mère de Emperor (Prix Robert Papin, Dewhurst Stakes) et le stayer Elpenor (Prix du Cadran, Gold Cup).

### Pedigree
| Origines de Pharis (FR), mâle bai brun né en 1936 | Origines de Pharis (FR), mâle bai brun né en 1936 | Origines de Pharis (FR), mâle bai brun né en 1936 | Origines de Pharis (FR), mâle bai brun né en 1936 |
| ------------------------------------------------- | ------------------------------------------------- | ------------------------------------------------- | ------------------------------------------------- |
| Père Pharos 1920                                  | Phalaris 1913                                     | Polymelus                                         | Cyllène                                           |
| Père Pharos 1920                                  | Phalaris 1913                                     | Polymelus                                         | Maid Marian                                       |
| Père Pharos 1920                                  | Phalaris 1913                                     | Bromus                                            | Sainfoin                                          |
| Père Pharos 1920                                  | Phalaris 1913                                     | Bromus                                            | Cheery                                            |
| Père Pharos 1920                                  | Scapa Flow 1914                                   | Chaucer                                           | St. Simon                                         |
| Père Pharos 1920                                  | Scapa Flow 1914                                   | Chaucer                                           | Canterbury Pilgrim                                |
| Père Pharos 1920                                  | Scapa Flow 1914                                   | Anchora                                           | Love Wisely                                       |
| Père Pharos 1920                                  | Scapa Flow 1914                                   | Anchora                                           | Elyholme                                          |
| Mère Carissima 1923                               | Clarissimus 1913                                  | Radium                                            | Bend Or                                           |
| Mère Carissima 1923                               | Clarissimus 1913                                  | Radium                                            | Taia                                              |
| Mère Carissima 1923                               | Clarissimus 1913                                  | Quintessence                                      | St. Frusquin                                      |
| Mère Carissima 1923                               | Clarissimus 1913                                  | Quintessence                                      | Margarine                                         |
| Mère Carissima 1923                               | Casquetts 1913                                    | Captivation                                       | Cyllène                                           |
| Mère Carissima 1923                               | Casquetts 1913                                    | Captivation                                       | Cassis                                            |
| Mère Carissima 1923                               | Casquetts 1913                                    | Charm                                             | Morion                                            |
| Mère Carissima 1923                               | Casquetts 1913                                    | Charm                                             | Domiduca (famille 20-a)                           |